# 利特爾德克薩斯 (阿拉巴馬州)
利特盃德克薩斯（英語：Little Texas）是一個位於美國阿拉巴馬州梅肯縣的非建制地區。該地的面積和人口皆未知。

## 地理
利特盃德克薩斯的座標為32°26′35″N 85°34′06″W / 32.44306°N 85.56833°W，而該地的平均海拔高度為163米（即535英尺）。